# Ветвистый
Ветвистый — деревня в Манском районе Красноярского края, входит в состав Первоманского сельсовета.

## История
В 1976 г. Указом Президиума ВС РСФСР поселок бригады № 2 Первоманского свиносовхоза переименован в Ветвистый.

## Население
| 2009 | 2010 |
| ---- | ---- |
| 347  | ↘294 |